# Баумгартнер, Ник
Ник Баумга́ртнер (англ. Nick Baumgartner; род. 17 декабря 1981, Iron River, Мичиган) — американский сноубордист, выступающий в бордеркроссе. Олимпийский чемпион 2022 года в командном сноуборд-кроссе (вместе с Линдси Джекобеллис).
- Двукратный бронзовый призёр чемпионатов мира в бордер-кроссе (2009, 2015);
- Победитель и призёр X-Games;
- Призёр этапов кубка мира (всего — 11 подиумов);
- Участник зимних Олимпийских игр 2010 и 2014.